# (4073) Ruianzhongxue
(4073) Ruianzhongxue ist ein Asteroid des Hauptgürtels, der am 23. Oktober 1981 am Purple-Mountain-Observatorium in Nanjing entdeckt wurde.
Der Name des Asteroiden ist von der Ruianzhongxue (Ruian Mittelschule) abgeleitet, einer über 110 Jahre alten chinesischen Schule für Mathematik.